# Morales (Guatemala)
Morales é uma cidade da Guatemala do departamento de Izabal.